# Мала Дапчевица
Мала Дапчевица је насељено мјесто града Грубишног Поља, у Бјеловарско-билогорској жупанији, Република Хрватска.

## Географија
Мала Дапчевица се налази око 12 км источно од Грубишног Поља.

## Становништво
Према попису становништва из 2011. године, насеље Мала Дапчевица је имало 3 становника.
| Националност       | 1991. | 1981. | 1971. | 1961. |
| Срби               | 55    |       |       |       |
| Југословени        | 3     |       |       |       |
| остали и непознато | 3     |       |       |       |
| Укупно             | 61    | '     | '     | '     |

| Демографија | Демографија | Демографија |
| Година      | Становника  | Становника  |
| ----------- | ----------- | ----------- |
| 1991.       | 61          |             |
| 2001.       | 14          |             |
| 2011.       |             | 3           |